# Bacchisa nigroapicipennis
Bacchisa nigroapicipennis là một loài bọ cánh cứng trong họ Cerambycidae.